# Monsters, Inc. Scare Island
Monsters, Inc. Scare Island (Monsters Inc: la Isla de los Sustos en español) es un videojuego de aventuras creado en 2001 y lanzado en Estados Unidos en 2002 para la plataforma PlayStation. Todos los personajes y algunos escenarios están basados en la película de Disney Pixar Monsters, Inc.

## Estructura
El juego inicia con la intención de preparar al jugador a las próximas misiones, para ello se puede escoger a Sulley o a Mike (personajes principales de la película) para recorrer una academia y observar cuales serán los obstáculos durante el juego. Luego de ello, se podrá acceder a 3 niveles que constan de 4 misiones cada uno. El primer nivel tiene escenarios urbanos, el segundo escenarios desérticos y el tercero escenarios polares y nevados. También se puede competir en 3 carreras (que corresponden a cada uno de los niveles) contra el villano de la película, Randall. Existe también la posibilidad de encontrar caminos secretos en los niveles.

## Niveles

### Zona urbana
- Parque: Este nivel es un parque de juegos en el que podemos encontrar el parque de juegos en si,una zona escalonada,una casa en la que deberemos superar unas pruebas y un arbusto circular grande.
- Centro de la Ciudad: Zona de ciudad en la noche en la que podemos encontrar una tienda, una alcantarilla, un parque con una estatua de Buzz Lightyear, unas azoteas y una fábrica.
- Muelles: Un Puerto en el que podemos encontrar un tren parado, un enorme buque con una sala de máquinas que nos pondrá a prueba, un faro y una isla alejada de la costa.
- Mercado: Conjunto de casas en un barrio japonés en el que podemos encontrar un portal, una galería con una estatua dorada de Harry Waternoose, un alcantarillado y varios canales de agua.

### Zona desértica
- Pirámide: Una Pirámide en la que podemos encontrar unas ruinas, un tobogán y cuatro caras de la pirámide que tienen: un ojo lanza fuego, gases nocivos,víboras y rocas aplastantes.
- Tumba: La Tumba de un antiguo faraón en la que podemos encontrar los aposentos de la tumba,una fuente,una meseta, una sala de trampas, una sala de rocas y una sala con un ovni.
- Oasis: Un Nivel que es un gran oasis en el que podemos encontrar una cascada, una cueva,una montaña central, un lago profundo y un lago en el que en la orilla podemos encontrar hojas de colores.
- Esfinge: Una esfinge y sus alrededores en la que podemos encontrar varios pulsadores, un juego de memoria junto a la esfinge, varias ruinas y una cueva volcánica.

### Zona ártica
- Choza de Azúcar: Una Cabaña Nevada y sus alrededores en la que podemos encontrar un río helado, cornisas heladas, una pila de leña en la cabaña y un lago helado.
- Telesquí: Una estación de esquí en la que podemos encontrar varios telesillas, un túnel secreto, dos pistas de esquí,una zona de hielo y la entrada a la pista de esquí.
- Iceberg: Nivel en el lejano norte sobre icebergs en el que podemos encontrar un castillo de hielo, un conjunto de iglús laberíntico, varias islas de icebergs en conjuntos y un tobogán.
- Fuentes Termales: Unas Cuevas de agua termal en las que podemos encontrar unos baños termales,varios abismos, puentes resbaladizos,un enorme chorro de agua, una rampa y conjunto de columnas de piedra.